# Кум (филм)
Кум (енгл. The Godfather) је амерички криминалистичко-драмски филм из 1972. године, режисера Франсиса Форда Кополе, који је и написао сценарио заједно са Марио Пузом, аутором истоименог романа. Главне улоге тумаче Марлон Брандо, Ал Пачино, Џејмс Кан, Ричард С. Кастелано, Роберт Дувал, Стерлинг Хејден, Џон Марли, Ричард Конте и Дајана Китон. Прво је остварење трилогије Кум, и прати породицу Корлеоне под Витом Корлеонеом од 1945. до 1955. године. Филм се фокусира на трансформацију његовог најмлађег сина, Мајкла Корлеонеа, из невољног породичног аутсајдера у немилосрдног шефа мафије.
Paramount Pictures је добио права на роман по цени од 80.000 долара, пре него што је стекао популарност. Руководиоци студија имали су проблема да пронађу редитеља; првих неколико кандидата је одбило ову позицију пре него што је Копола потписао уговор за режију филма, али је потом уследило неслагање око избора глумаца за неколико ликова, посебно Вита (Брандо) и Мајкла (Пачино). Филм је сниман на локацији у Њујорку и на Сицилији, а снимање је завршено пре рока. Музичку партитуру је углавном компоновао Нино Рота, коме је помагао Кармине Копола.
Филм је премијерно приказан 14. марта 1972. у Њујорку, док је у америчким биоскопима објављен 24. марта исте године. Са процењеном зарадом између 250 и 290 милиона долара, у време изласка је постао филм са највећом зарадом свих времена. Добио је позитивне рецензије и од публике и од критичара, који су нарочито похвалили глуму, режију, сценарио, причу, фотографију, монтажу, музику и приказ мафије. Филм је био номинован за десет Оскара, а освојио је три: за најбољи филм, најбољег глумца (Брандо) и најбољи адаптирани сценарио (Копола и Пузо).
Кум се сматра једним од најбољих и најутицајнијих филмова свих времена. Конгресна библиотека је 1990. одабрала филм за чување у Националном регистру филмова Сједињених Држава због „културног, историјског, или естетског значаја”, а Амерички филмски институт га је сместио на друго место листе 100 најбољих америчких филмова (иза Грађанина Кејна). Прате га два наставка, Кум 2 (1974) и Кум 3 (1990).

## Радња
Филм почиње на венчању кћерке дон Вита Корлеонеа, Кони, и Карла Риција у Њујорку у касно лето 1945. године. Како „ниједан Сицилијанац не може одбити услугу на дан венчања своје кћерке“, Корлеоне, познат међу својим пријатељима и сарадницима као „Кум” и Том Хејген заузети су саслушавањем захтева пријатеља и сарадника. У међувремену, Витов најмлађи син Мајкл, који се вратио из Другог светског рата као одликовани јунак, прича својој девојци Кеј Адамс анегдоте о криминалном животу свог оца, уверавајући је да он није попут других чланова своје породице.
Међу гостима на свечаности је славни певач Џони Фонтејн, Корлеонов кум, који је дошао из Холивуда да замоли Вита да му помогне да добије улогу која ће му ревитализовати каријеру. Џек Волц, шеф студија, не жели да Фонтејн добије улогу, али Вито каже Џонију: „Даћу му понуду коју неће моћи да одбије.” Хејген је послат у Калифорнију како би решио проблем, али му Волц љутито одврати како неће дати Фонтејну улогу, иако је савршена за њега, јер је Фонтејн „уништио” старлету коју је Волц фаворизовао. Следећег јутра, Волц се буди и у кревету проналази крваву одсечену главу свог трофејног коња.
По Хејгеновом повратку, породица се састаје с дилером хероина Верџилом „Турчином” Солозом, који је утицајан у противничкој породици Таталија. Солозо тражи од дон Корлеонеа политичку заштиту и финансирање како би се почео масовни увоз и дистрибуција хероина, али упркос великој количини новца који би се зарадио, Корлеоне одбија. Дон Витов најстарији син, Сантино „Сони” Корлеоне, упада у разговор и индиректно изражава интерес за посао. Његов отац, љут због Сонијеве упадице пред човеком који није члан породице, касније га насамо укори.
Убрзо потом, на дон Корлеона је извршен атентат на локалној пијаци. Јавно се не зна да ли је преживео. Солозо и његови људи затим убијају Витовог послушника Луку Брација и отимају Хејгена. Солозо наговара Хејгена да понуди Сонију договор који је претходно понуђен његовом оцу, али Сони одбија и размишља о послу, рекавши како ће заратити са породицом Таталија и Солозом.
Мајкл, којег друге мафијашке породице сматрају „цивилом” (није умешан у мафијашке послове) па зато може да живи нормалним животом, посећује оца у болници. Одмах постаје сумњичав након што је приметио да нема полицајаца да чувају дона. Схвативши да му је оцу опет намештено, он зове Сонија, а након тога премешта Вита у другу собу. Након тога одлази напоље како би пазио пред вратима. Уз помоћ изненађеног Енца, одвраћа Солозове људе. Долази полиција с корумпираним капетаном Макласкијем, који удара Мајкла у лице. Појављује се Хејген с „приватним детективима” овлашћеним да носе оружје како би заштитили дон Корлеонеа.
Потом се Мајкл добровољно јавља да убије Солоза и капетана Макласкија. Сонија и остале искусније чланове засмеје Мајклова наивност, а Сони га саветује да не сме да реагује превише емотивно. Међутим, Мајкл их уверава да је уклањање Солоза и Макласкија у интересу породице, то да он, као „цивил”, неће изазвати сумњу код Солоза. Састанак између Мајкла и Солоза, уз присуство Макласкија, договорен је у ресторану, наводно да се договори мир. Мајкл одлази, узима скривени пиштољ и убија Солоза и Макласкија. Породица га потом хитно шаље на Сицилију, док се остали чланови припремају за рат против пет уједињених породица.
На Сицилији, Мајкл живи под заштитом дон Томасина, старог пријатеља породице. Жени се мештанком Аполонијом, која убрзо гине у неуспелом атентату на Мајкла. У међувремену, у Њујорку, Дон Корлеоне се враћа кући из болнице. Он је изван себе након што је чуо да је Мајкл био тај који је убио Солоза и Макласкија. Неколико месеци после, 1948. године, Сони пребије Карла јер је тукао Кони. Након што ју је Карло још једном претукао, Сони одлази сам како би га пронашао и убио. На путу, упада у заседу на наплатној рампи где и гине.
Уместо тражења освете за Сонијево убиство, Вито Корлеоне се састаје са шефовима пет породица како би прекинули рат између породица. Не само да им рат узима материјани и људски живот, него је прекид сукоба једини начин да се Мајкл може сигурно вратити кући. Променивши своју претходну одлуку, Вито се договара да ће породица пружити политичку заштиту за продају хероина Филипу Таталији. На састанку, дон Вито Корлеоне схвата да је Дон Барзини, а не Таталија, одговоран за мафијашки рат.
Како му је сигурност осигурана, Мајкл се враћа са Сицилије. Након више од годину дана, враћа се својој бившој девојци, Кеј, рекавши јој како жели да је ожени. Како је дон слабог здравља, Сони мртав, а средњи брат Фредо се сматра неспособним да води породични посао, Мајкл постаје шеф и каже како ће породични посао убрзо бити у потпуности законит.
Пит Клеменза и Салваторе Тесио, два „капетана” породице Корлеоне, говоре да их Барзини омаловажава и траже допуштење да узврате, али Мајкл одбија. С оцем као консиљереом, планира да пресели породични посао у Неваду и након тога, Клеменза и Тесио могу да оснују властите породице. Мајкл обећава да ће Конин муж, Карло, бити његова десна рука у Невади, док ће Хејген бити адвокат породице у Лас Вегасу.
У Лас Вегасу, Мајкла поздравља Фредоа, у хотелу „Казино” у којем Корлеонеови имају удео, а води га Мо Грин. Мајкл каже Џонију Фонтејну да ће породица хтети његову помоћ у наговарању Џонијевих пријатеља у шоу-бизнису са потпишу дуготрајне уговоре за наступе у казинима. На састанку с Моом Грином, Мајкл понуди да откупи његов удео, али овај безобразно одбије. Грин верује како су Корлеонови слаби, то да може да постигне бољи договор с Барзинијем.
Мајкл се враћа кући. На приватном састанку, Вито му препоручује да ће непријатељи породице покушати да га убију користећи поверљивог сарадника да договоре састанак као изговор за убиство. Убрзо након тога, дон Вито умире од срчаног удара док се играо с малим унуком.
Током сахране, Тесио преноси Мајклу понуду за састанак с Барзинијем, што га означава као издајника којег је Вито очекивао. Мајкл договара убиства Моа Грина, Филипа Таталије, Емилија Барзинија, Антонија Страчија и Карминеа Кунеоа, што се одвија за време крштења Кониног и Карлова другог сина, којем је Мајкл кум. Након крштења, Тесио верује да ће он и Мајкл на састанак с Барзинијем. Уместо тога, одводе га Вили Чичи и други плаћеници како би га убили. Мајкл се супротставља Карлу у вези Сонијева убиства, те га превари да призна да је он наместио заседу. „Данас”, каже Мајкл, „ћу средити породичне послове.” Мајкл каже Карлу како је његова казна то да неће имати везе са породичним послом и даје му авионску карту за Неваду. Карло улази у ауто како би отишао на аеродром, али га убије Клеменза.
Касније, Кони се супротставља Мајклу, оптужујући га за Карлово убиство. Кеј упита Мајкла у вези оптужби, али он одбија да одговори. Она инсистира, а Мајкл слаже, рекавши јој како није имао никакве везе са Карловом смрћу. Како филм завршава, Кеј гледа како Клеменза и Рока Лампонеа одају почаст Мајклу, љубећи му руку и ословљавајући га „дон Корлеоне”. Нови капо Ал Нири затвара врата, а Кеј схвата да је Мајкл постао нови кум.

## Улоге
| Глумац              | Улога                  |
| ------------------- | ---------------------- |
| Марлон Брандо       | Вито Корлеоне          |
| Ал Пачино           | Мајкл Корлеоне         |
| Џејмс Кан           | Сони Корлеоне          |
| Ричард С. Кастелано | Пит Клеменза           |
| Роберт Дувал        | Том Хејген             |
| Стерлинг Хејден     | капетан Макласки       |
| Џон Марли           | Џек Волц               |
| Ричард Конте        | Емилио „Вук” Барзини   |
| Ал Летијери         | Верџил „Турчин” Солозо |
| Дајана Китон        | Кеј Адамс              |
| Ејб Вигода          | Салваторе Тесио        |
| Талија Шајер        | Кони Корлеоне          |
| Џијани Русо         | Карло Рици             |
| Џон Казале          | Фредо Корлеоне         |
| Руди Бонд           | Кармине Кунео          |
| Ал Мартино          | Џони Фонтејн           |
| Моргана Кинг        | Кармела Корлеоне       |
| Лени Монтана        | Лука Браци             |
| Џони Мартино        | Поли Гато              |
| Салваторе Корсито   | Америго Бонасера       |
| Ричард Брајт        | Ал Нери                |
| Алекс Роко          | Мо Грин                |

## Продукција

### Копола и
Франсис Форд Копола није био први избор за режију, која је пре тога била понуђена бар двојици редитеља. Посао је био понуђен италијанском редитељу Серђу Леону, али је он одбио рекавши како није заинтересован (после је снимио властиту мафијашку сагу Било једном у Америци, која се фокусирала на јеврејско-америчке гангстере). До тада, Копола је режирао осам филмова, од којих је био најпознатији верзија музикала Финианова дуга — иако је освојио Оскар за сценарију у филму Патон 1970. Копола је био дужан Warner Bros. 400 хиљада долара због прекорачења буџета филма Џорџа Лукаса THX-1138, који је Копола продуцирао, а Кума је прихватио на Лукасов савет. 
Владало је велико неслагање између Кополе и студија, Paramount Pictures, а Копола је неколико пута умало био замењен. Парамунт је сматрао како Копола не ради на распореду, да је направио неколико грешака с аудицијом и продукцијом то да је инсистирао на непотребним трошковима. Копола каже, на DVD коментару, да је био под притиском јер је знао да заменски редитељ чека у сени и да ће га заменити истог тренутка кад га опусте, али упркос томе, успео је одбранити своје одлуке и избећи отказ.

### Кастинг
Кополин избор глумаца није био у складу са жељама шефова Парамаунта, посебно Марлон Брандо као Дон Вито Корлеоне. Парамаунт, који је хтео Лоренса Оливијеа (који је био недоступан због здравствених проблема), прво је забранио Кополи да ангажује Бранда, наводећи његово проблематично понашање на снимањима његових претходних филмова. У једном тренутку, Кополи је тадашњи председник Парамаунта рекао да се „Марлон Брандо никад неће појавити у овом филму“. Након заузимања као шефова студија, Кополи је допуштено да ангажује Бранда под условом да овај прихвати мању плату него на претходним филмовима, да уради пробно снимање и да се обавеже како неће проузроковати одгађање у продукцији (као што је то чинио на претходним продукцијама). Копола је изабрао Бранда уместо Ернеста Боргнајна након што је овај на пробном снимању освојио и њега и руководство Парамаунта. Брандо је за своју улогу освојио награду Америчке филмске академије, коју је одбио да прими.
Студио је хтео Роберта Редфорда или Рајана О’Нила за улогу Мајкла Корлеонеа, али Копола је хтео непознатог глумца који изгледа као италијански Американац, и нашао га је у Алу Пачину. Пачино је у то време није био познат, а студио га није сматрао подобним за улогу, делимично и због његовог ниског раста. Пачину је улога додељена након што је Копола запретио да ће напустити продукцију. За улогу су конкурисали и Џек Николсон, Дастин Хофман, Ворен Бејти, Мартин Шин и Џејмс Кан. За улогу је био заинтересован и Елвис Пресли, али се није појавио на аудицији.
Пре него што је изабран Роберт Дувал, кандидати за улогу Тома Хејгена су били Брус Дерн, Пол Њуман и Стив Маквин.
Тада непознати Роберт де Ниро се пријавио за улоге Мајкла, Сонија, Карла и Полија Гата. Изабран је за улогу Полија, али Копола је средио „размену“ с филмом The Gang That Couldn't Shoot Straight како би добио Ала Пачина.
Силвестер Сталоне се пријавио за улоге Карла Ризија и Полија Гата, Ентони Перкинс за Сонија, а Миа Фароу за Кеј. Вилијам Дивејн био је један од кандидата за улогу Моа Грина.
Софија Копола, тада новорођенче, наступила је као Мајкл Франсис Ризи, новорођени син Кони и Карла, у сцени крштења на крају филма. Наступила и у друга два филма. Копола је ангажовао и своје синове у улогама Френка и Ендруа Хејгена, двојицу синова Тома Хејгена. Могу се видети у уличној тучњави између Сонија и Карла и иза Пачина и Дувала у сцени сахране.

### Снимање
Већина снимања обављена је између 29. марта и 6. августа 1971, док је сцена с Пачином и Китоновом била снимана у јесен — укупно се снимало 77 дана, мање од предвиђених 83 дана.
Снимало се на локацијама око Њујорка, као и у сицилијанским градовима Savoci и Forzi d'Agro. Кориштена је и једна локација у Лос Анђелесу. Сцена са Пачином и Кеатон снимана је у граду Рос, Калифорнија. Ентеријери су снимани у студијама Филмвејса у Њујорку.
Једна од најшокантнијих сцена у филму долази рано, она с одсеченом коњском главом. Протестовала су удружења за права животиња. Копола је касније рекао како је добио коњску главу од предузећа за производњу псеће хране; коњ није убијен специјално за потребе филма.
У роману, Џек Волц, дуги је, спори зум, који почиње с крупним планом погребника који мило Дон Корлеонеа, а завршава с кумом приказаним страга. Ова сцена, која траје око три минуте, снимана је компјутерским објективима које је дизајнирао Тони Карп. Објективи су коришћени и на снимању филма Silent Running.
За сцену крштења су коришћене две различите цркве. Унутрашње сцене снимане су у Катедрали Светог Патрика у Њујорку. Спољне сцене након крштења снимане су у Цркви Маунт Лорето на Стејтен Ајсленду, Њујорк. Године 1973. пожар је уништио добар део цркве. Остали су само фасада и звоник који су уклопљени у нову грађевину која је после саграђена.

## Награде
За његову улогу као Дон Вито Корлеоне освојио је Марлон Брандо једног златног глобуса као и једног оскара као најбољи глумац. Филм сам, освојио је многих награда као што су то пет Златних глобуса као и три Оскара.
- 5 освојених Златних глобуса као:
  - Најбољи филм
  - Најбоља режија
  - Најбоља сценарија
  - Најбољи глумац (Марлон Брандо)
  - Најбоља музика
- 3 освојена Оскара као:
  - Оскар за најбољи филм
  - Најбоља сценарија
  - Најбољи глумац (Марлон Брандо)
- Освојена БАФТА као:
  - Најбоља музика

## Разлике у односу на роман
Један од главних делова Пузовог романа који није искориштен за филм била је флешбек (flashback) прича о раном животу Дон Корлеона, укључујући његов долазак у САД, брак и очинство, убиство Дон Фанучија и његов узлет у мафијашкој хијерархији, све оно што је искориштено у Куму 2.
Многи споредни делови радње нису добили своје место на великом платну, укључујући: несрећу певача Џонија Фонтејна са женама и проблеме с гласом: Сонијеву љубавницу Луси Манчини која налази љубав са доктором Јулесом Сегалом (који се уопште не појављује у филму), који не само да јој поправља вагину него и контактира хирурга који поправља Мајклове кости лица (које је оштетио капетан Маклускеј). Оперише гласнице Џонија Фонтејна, поправивши му глас; педофилију Џека Волца; кућни живот Кеј Адамс; демонску порочност Луке Брасија; досетљиви план Дон Корлеонеа о Мајкловом одлазаку на Сицилију. Детаљни напад на двојицу мушкараца који су напали кћерку Бонасере, којег је предводио Поли Гато, а којег се само спомиње у филму и информације о Фреду Корлеону, које индицирају да је његово помамно завођење плесачица параван за дубоко потиснуту хомосексуалност.
Случајно, у роману се даје до знања како Луси није остала трудна са Сонијем када се она преселила у Лас Вегас, па је тако без смисла прича о Винсенту Манчинију у Кум 2. Зачудо, Марио Пузо је писао сценарије за сва три филма, па му је контрадикција морала бити позната.
Ликови с мањим улогама у филму него у роману су Џони Фонатане, Луси Манчини, Роко Лампоне и Ал Нери. Ликови који се нису појавили у филмској адаптацији су доктор Сегал, Генчо Абандандо и доктор Таза са Сицилије. Осим тога, у роману, Мајкл и Кеј имају два сина, али у филмовима имају сина и кћерку.
Роман се дотиче и судбина Мајклових телохранитеља на Сицилији, Фабриција и Калоа. У филму оба преживљавају (Кало се чак појављује у трећем наставку). У књизи, Кало умире с Аполониом у експлозији аутомобила, док је Фабрицио убијен као још једна жртва у славној „сцени крштења“ након што је откривен како води пицерију у Сједињеним Државама.
Крај књиге разликује се од краја филма: док у филму Кеј схвата да је Мајкл постао „као његова породица“, у књизи јој Том Хејген открива тајне за које, према њему, би био убијен да Мајкл сазна. Током филмске сцене крштења, шефови мафијашких породица бивају убијени. У роману су убијени само Барзини и Таталија, који су пре тога били у рату са Корлеонеовима.